# A múlt pengéi
A múlt pengéi (eredeti cím: All the Old Knives) 2022-es amerikai kémthriller, amelyet Janus Metz Pedersen rendezett. A forgatókönyvet Olen Steinhauer írta, 2015-ös, All the Old Knives című regénye alapján. A főbb szerepekben Chris Pine, Thandiwe Newton, Laurence Fishburne, Jonathan Pryce és David Dawson látható.
2022. április 8-án mutatták be korlátozott számú mozikban és az Amazon Prime Video streaming-szolgáltatáson keresztül.

## Cselekmény
Henry és Celia egykori szerelmesek, kémként dolgozva találkoznak egy vacsora erejéig, felidézni a CIA bécsi rezidenciáján töltött közös időszakukat. A beszélgetés során szóba kerül a Royal Jordanian 127-es járatának katasztrofális eltérítése, amelynek során a fedélzeten tartózkodók életüket vesztették. Ez a baleset a mai napig kísérti a CIA-t és Henry alig várja, hogy maga mögött hagyja annak fájó emlékeit. 

## Szereplők
| Szerep                 | Színész            | Magyar hang         |
| ---------------------- | ------------------ | ------------------- |
| Henry Pelham           | Chris Pine         | Zámbori Soma        |
| Celia Harrison-Favreau | Thandiwe Newton    | Németh Borbála      |
| Vick Wallinger         | Laurence Fishburne | Schneider Zoltán    |
| Bill Compton           | Jonathan Pryce     | Harsányi Gábor      |
| Leila Maroof           | Ahd Kamel          | Ligeti Kovács Judit |
| Suleiman Abdulwahed    | Abdul Alshareef    |                     |
| pincérnő               | Gala Gordon        |                     |
| Ernst Pul              | Jonjo O′Neill      | Hujber Ferenc       |
| Owen Lassiter          | David Dawson       | Hám Bertalan        |
| Karl Stein             | Corey Johnson      | Holl Nándor         |
| Mohammed Dudayev       | Nasser Memarzia    | Tarján Péter        |
| Treble                 | Michael Shaeffer   |                     |
| Ilyas Shishani         | Orli Shuka         | Seder Gábor         |
| Gene Wilcox            | Derek Siow         |                     |

## Fordítás
- Ez a szócikk részben vagy egészben  az   All the Old Knives című angol Wikipédia-szócikk fordításán alapul.  Az eredeti cikk szerkesztőit annak laptörténete sorolja fel. Ez a jelzés csupán a megfogalmazás eredetét és a szerzői jogokat jelzi, nem szolgál a cikkben szereplő információk forrásmegjelöléseként.